# Вірменська мініатюра
Вірменська мініатюра — національний мініатюрний живопис середньовічної Вірменії, Кілікійського вірменського царства і деяких вірменських колоній. вірменська мініатюра має декілька основних груп і етапів розвитку: до XI століття; школи Великої і Малої Вірменії XI–XII століть; Кілікійської Вірменії XII–XIV століть; школи Бардзр-Айка, Ані, Арцаха, Гладзора, Татева, Васпуракана з XIII століття; після XIII століття також в колоніях вірменської діаспори.

## VI–XII століття

### Історичний начерк

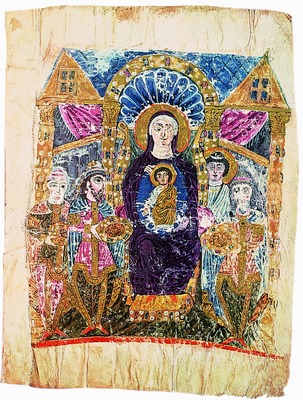
Поклоніння волхвів. Мініатюра з «Ечміадзинського Євангелія». VI–VII століття

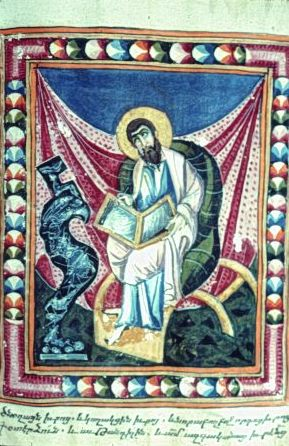
Євангеліє цариці Млке, 862 рік

З 25 тисяч вірменських середньовічних рукописів, що збереглися, близько 10 тисяч є ілюстрованими, з них 5-7 тисяч — повноцінними мініатюрами. Частіше за все ілюструвались Євангелія, іноді — Біблія, тонакани і чашоци. Рукописи створювались в скрипторіях церков — грчатунах. Перші ілюстровані Євангелія створювались, вочевидь, з часу їх перекладу вірменською мовою, ще у V столітті. Найбільш давні збережені вірменські мініатюри належить до VI–VII століть. Це чотири мініатюри, прикріплені до «Ечміадзинського Євангелія» 989 року (написано в монастирі Нораванк провінції Сюнік). Ці мініатюри, унікальні за своїм художнім рівнем і образним мисленням, є цінними зразками ранньохристиянського образотворчого мистецтва. Мініатюри VI–VII століть — тематичні. Історичні джерела повідомляють про існування у VI–VIII століттях камсараканської школи мініатюри. Вже на початку VIII століття Степанос Сюнеці написав «тлумачення хоранів», в яких пояснювалось значення кольорів, тваринних і рослинних мотивів, обґрунтовувалось їх естетичне і смислове значення. Повністю ілюстровані книги збереглись з IX століття, це «Євангеліє цариці Млке» 862 року і два «Ечміадзинських Євангелія». Живопис цих рукописів вирізняється стилістичною і орнаментальною розмаїтістю, застосуванням золота. З X століття хорани (аркове оформлення, зокрема, «канонів згоди») замінюють «темп'єтто» чи хрест зі ступінчастим п'єдесталом, після — «Жертування Авраама», «Богородиця з немовлям» і євангелісти. Серед ранніх ілюстрованих рукописів варто відзначити рукопис 986 року, який ілюстрований хоранами, а на окремому аркуші міститься зображення хреста. Рукописи IX–X століть в основному двох категорій: створені з професійною майстерністю і відносно прості.

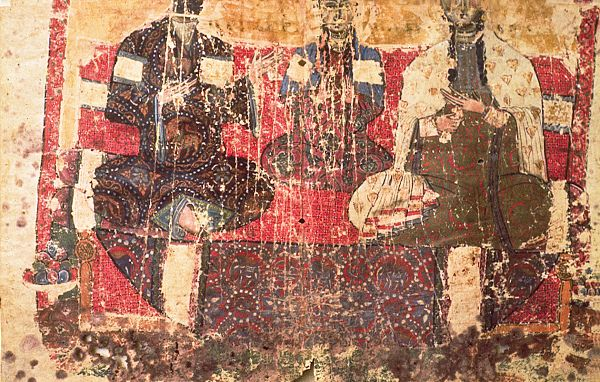
Цар Гагік Карсський і його родина, мініатюра XI століття з «Карсського Євангелія»

Аж до першої половини XI століття мініатюри розміщувались на початку рукописів («Послання Євсевія», євангелісти та ін.). Мініатюри цього періоду лінійні, виконані декількома «акварельними» відтінками, простими «тасьмами». Євангелісти зображені стоячи (дві чи чотири фігури). Найбільш ранні ілюстровані рукописи XI століття датуються 1007, 1018 і 1033 роками. В «Євангелії Вехапара» (X–XI ст.), крім власне аркушевих ілюстрацій, є також багато внутрішньотекстових ілюстрацій. Кожне Євангеліє починається з зображення євангеліста. Багато цих мініатюр виконані з гарним відчуттям кольору і ритму (Євангеліє, 1038 р.). З другої половини XI століття високі позиції займає анійська школа рукописної книги, однією з найвідоміших пам'яток якої є «Євангеліє Мугні». Мініатюри цієї групи відзначаються монументальністю і «фресковістю», виділяються пишністю ілюмінації в зображенні рослин, реальних і міфічних істот тощо. Багато з них являють собою енциклопедії, в тому числі візантійських і близькосхідних зображальних мотивів. Євангелія починаються з зображення євангелістів, що сидять, і титульних аркушів, які набувають майже канонічного вигляду. Тематичні зображення «Євангелія Мугні» слідують хоранам і частіше зображаються спільно. Надалі такий тип мініатюрного виконання зустрічається у Саргіса Піцака і представників гладзорської школи.
Через візантійську та сельджукську агресію багато вірменських царських і нахарарських домів переміщались в західні провінції Вірменії, де в тісній взаємодії з візантійською культурою розвивалось високе мистецтво вірменської рукописної книги і мініатюри («Євангеліє Трапизона», «Євангеліє Карса»). Тут візантійський вплив відзначається як у пластиці образів, так і в орнаментальних ілюстраціях.
Прикрашення Євангелій XII століття більш просте, мініатюр на біблійні теми порівняно мало. В цей час остаточно формується титульний лист з особливими мініатюрними орнаментами. У другій половині XII століття формується мистецтво ілюстрації тонаканів (спеціальні церковні збірки тощо). В цих великих манускриптах текст починається з зображення образа героя чи автора «Житія», головною ілюстрованою літерою і глхазардом. Деякі рукописи XII століття своїми багатими ілюстраціями пов'язані зі школою кілікійської вірменської мініатюри.
Шедевром вірменської мініатюри XII століття вважається «Нарек» 1173 року з чотирма портретами Григора Нарекаці.
Як відзначає один з найбільших спеціалістів зі стародавньої іконографії і мініатюри В. М. Лазарєв, незважаючи на взаємовідносини з візантійською і сирійською культурою основою вірменської мініатюри завжди була місцева художня традиція.

### Галерея, IX–XII століття

widths="150px"
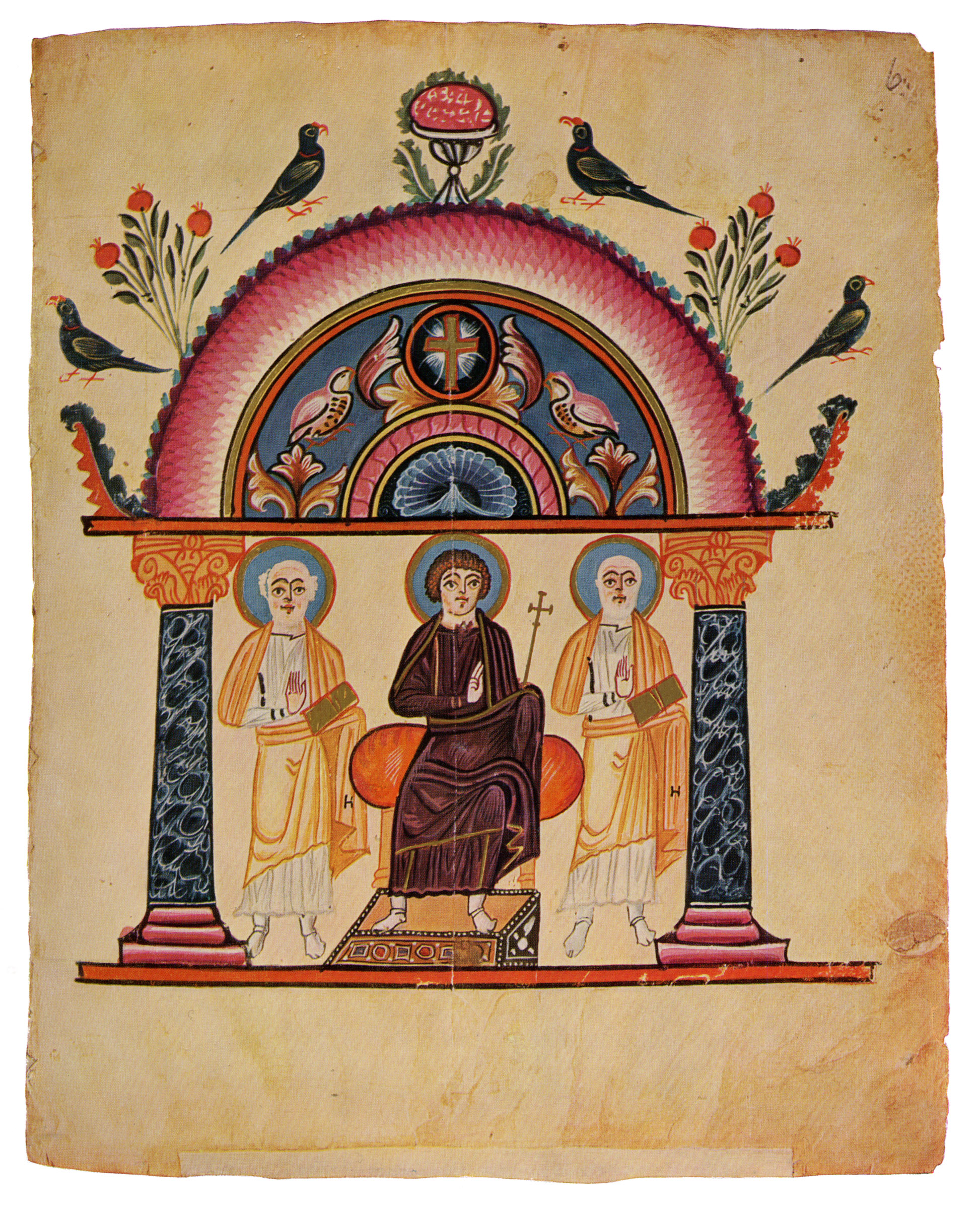
«Ечміадзинське Євангеліє», 989 рік
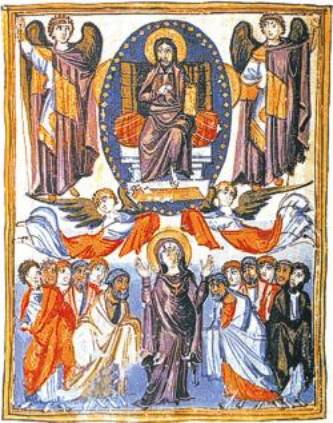
«Євангеліє цариці Млке», IX століття
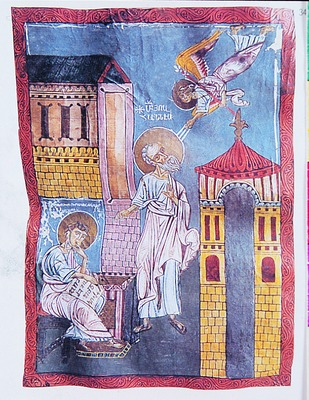
«Євангеліє Мугні», 1060 рік
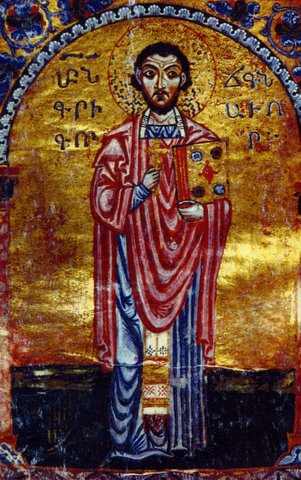
Григор Нарекаці, 1173 рік

## XIII–XVII століття

### Історичний начерк

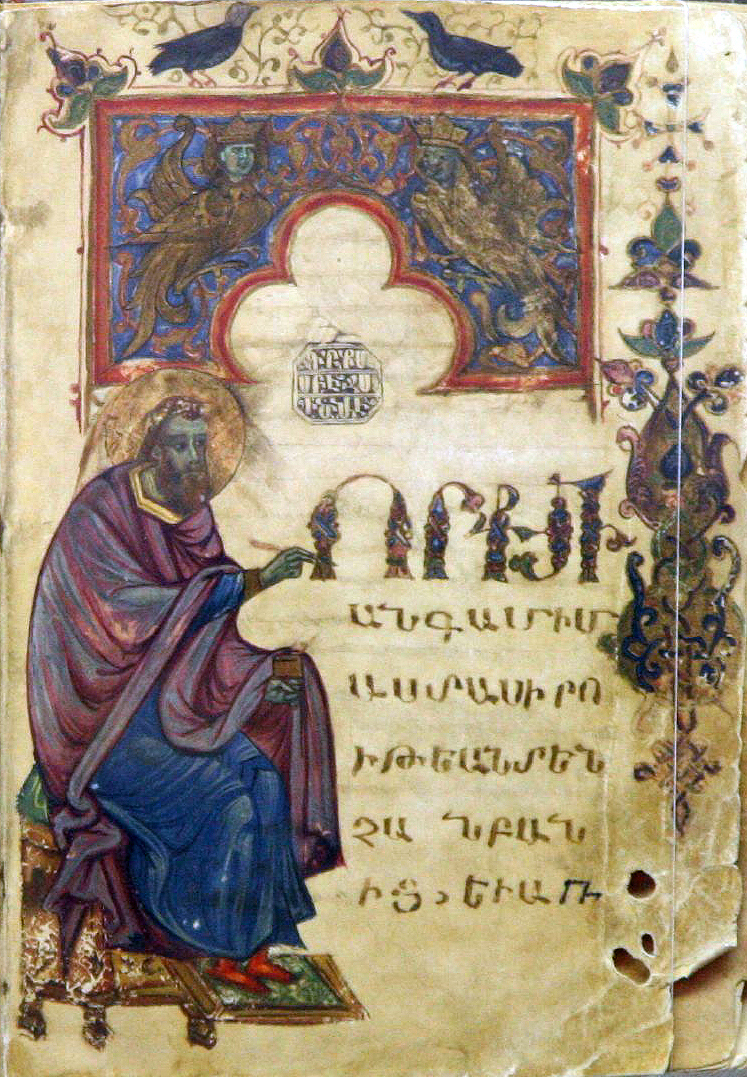
Давид Анахт, рукопис 1280 року

Нове відродження мініатюрного живопису Вірменії починається з першої половини XIII століття (до монгольських завоювань) і з останньої чверті того ж століття (мініатюрні школи Гладзора і Васпуракана). Один з найзначніших рукописів цього періоду «Мшо чаринтір» створений у 1200–1202 роках Варданом Карнеці і Степаносом. В ньому досягнення орнаментального мистецтва XII століття виражені з найбільшою досконалістю. В першій половині XIII століття великим центром мистецтва рукописної книги стає Ані. Тут було створене «Євангеліє Ахпата» (1211 р.), в якому збереглась тематична мініатюра «Вхід Христа в Єрусалим». В цей час жив мініатюрист Ігнатіос. Його роботи — 14 сюжетних мініатюр, що містяться в Рукописі з Ісфахана, — вирізняються лінійним стилем, прозорістю кольорів і відтінків, для персонажів, особливо жіночих, характерна емоційна виразність. В «Євангелії перекладачів» 1232 року персонажі відрізняються драматизмом, відтінки кольору напружені. З 1224–1261 років відомі цінні князівські рукописи з Хачена (Нагорний Карабах), які за художнім виконанням близькі Євангеліям Ігнатіоса і Ахпата. «Євангеліє Єрзнка» 1269 року відрізняється розкішшю і художніми особливостями. Майстри мініатюрної школи Гладзора кінця XIII-го, середини XIV століття Момік, Торос Таронаці, Аваг, мають різний художній стиль й кожен по-своєму несе вплив кілікійської мініатюрної школи. Момік, який був також архітектором і скульптором, створив своєрідні мініатюрні типажі, персонажів він зображає більш багатопланово, ніж представники кілікійської школи. Вже у 1320-х роках Саргіс Піцак відроджує всі види тематичних мініатюр, його творчість характеризують симетричні композиції, площинний геометризований стиль і т. д. Торос Таронаці в своїх хоранах та ілюстраціях титульних аркушів впроваджував незвичайні орнаментальні мотиви, що мають найдавніше художнє коріння. В його мініатюрах гори і річки «рухливі», сповнені внутрішнього життя, обличчя людей — ліричні. Вкрай напруженим зобразив внутрішній світ своїх героїв мініатюрист Аваг, який продовжив деякі традиції кілікійської школи . Найбільш ранні вірменські мініатюри зі світським змістом пишуться, в основному, з XIII століття. Продовження традиції гладзорської мініатюрної школи відзначається в Татеві, де Грирог Татеваці писав також тлумачення до малюнків хоранів, а в 1378 році сам ілюстрував одне Євангеліє. В ньому збережені художні типажі Тороса Таронаці, однак вони менш виразні.

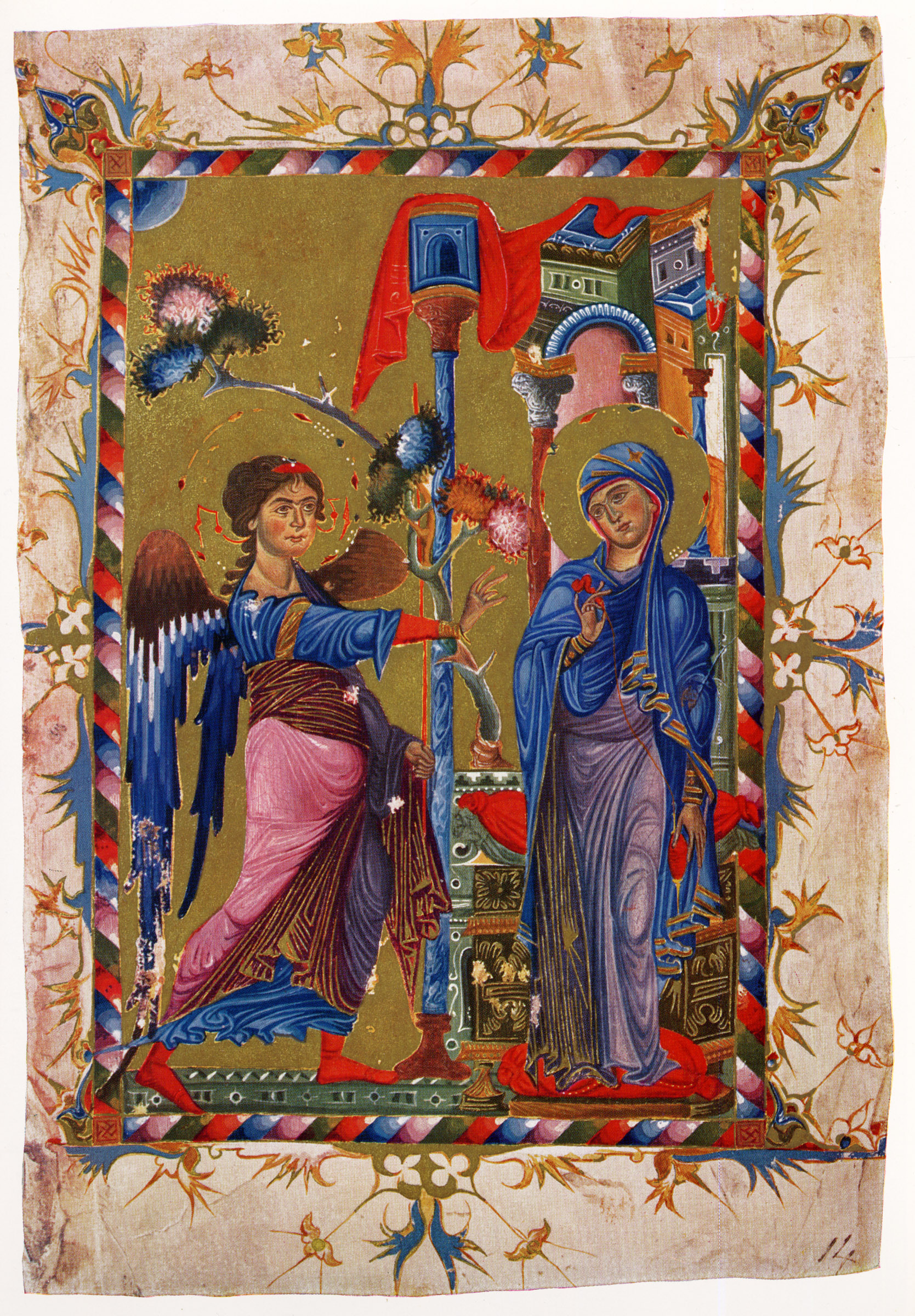
Мініатюра, XIII століття, Кілікія

З другої половини XIV століття, в зв'язку з втратою вірменським народом національної державності, вірменська культура тимчасово розвивається більше в діаспорі — Італії, Криму, Константинополі і т. д. В самій Вірменії цінні рукописи надалі створювали в Сюніку і Бардзр Айку (Висока Вірменія). В останньому помітний вплив візантійського «палеологічного» художества. Мініатюрні традиції Високої Вірменії прямо продовжують вірменські мініатюристи Криму — Григор Сукіасанц, Натер і його син Аветіс, Нігогайос Цахкарар та інші.
В Середні віки були створені особливі керівництва з образотворчого мистецтва — «Паткерусуйци». Найдавніший зі збережених рукописів — «Паткерусуйц» належить до XV–XVI століть. Серед вірменських мініатюристів доби можна відзначити Акопа Джугаеці (XVI—початок XVII століття), який за версією деяких істориків вважається останнім значним вірменським мініатюристом. Виникнення вірменського книгодрукування і станкового живопису негативно позначились на подальшому розвитку середньовічної мініатюри.

### Кілікійська школа

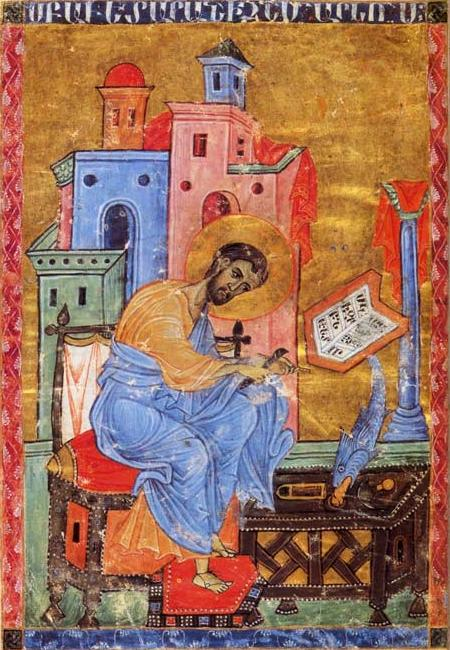
Мініатюра, 1260 рік

Вірменська мініатюра і книжкове мистецтво XIII століття найбільшого розвитку досягає в Кілікії. Кілікійська школа живопису сформувалась у XII столітті і проіснувала до 80-х років XIV століття. В цей період в грачтунах Дразарка, Скеври, Акна, Грнера, Бардзраберда працювали талановиті художники Григор Млічеці, Костандін, Вардан, Кіракос, Ованес, Торос Рослін, Григор Піцак, Саргіс Піцак. Найдпвніші рукописи цієї школи походять в основному з Дразарка. З другої половини XII століття одним з центрів кілікійської школи мініатюри стає Скевра, де були сформовані її основні принципи. Відомі імена трьох мініатюристів зі Скеври — це Вардан, Костандін і Григор Млічеці. Відомий рукопис Млічеці — «Книга скорботних пісень» Нарекаці, ілюстрований у 1173 році. До 1193 року належить Львівське Євангеліє (у вірменській традиції — «Євангелії Скеври») того ж мініатюриста. В останній роботі вже більш відчутні нові характерні риси кілікійської вірменської мініатюри. Після періоду відносного занепаду першої половини XIII століття, ця школа знову відроджується у другій половині століття, після правління Хетума I-го.
Початок розвитку грчатунів Ромкли припадає на 60-ті роки XII століття. Найдавніший ілюстрований рукопис з Ромкли — Євангеліє 1166 року. Місто Ромкла стає центром розвитку кілікійської школи мініатюри у другій половині XIII століття. Цей розвиток тісно пов'язаний з діяльністю католикоса Костандіна I Бардзрабердці. перший майстер цього центру — Кіракос. Більша частина рукописів Ромкли (в тому числі Тороса Росліна)була створена на замовлення кілікійського католикоса. Поруч з Кіракосом ще одним майстром мініатюри 40—60-х років XIII століття був Овенас. Збереглась значна кількість рукописів невідомих майстрів другої половини століття. Хоча система ілюстрування Євангелій змінилась не значно, істотно збагатилось їх тематичне і орнаментальне охоплення. Торос Рослін надає нових іконографічних ізводів євангелічним темам. Його високі класичні роботи пожвавлюються тим, що мініатюрист використовував реальні типажі і обличчя для створення євангелічних образів. Хорани і сцени супроводжують зображення біблійних пророків. Рослін розвиває колір до найтонших відтінків, використовує багаті прозорі тони, надає персонажам виняткової природності. Торос Рослін і наступні представники кілікійської придворної школи багато в чому випередили італійське треченто XIV століття. В «Євангелії цариці Керан» (1272 р.), «Євангелії принца Васака», «Лекціонарії Хетума II» (1286 р.) та інших роботах 1280-х років автор синтезував зображальні методи вірменської та інших культур. Художники того часу розвивають стиль Росліна у бік певної драматизації образів. Блискучими зразками біблійної ілюстрації є Біблії школи Ованеса Аркаехбайра 1263–1266 і 1270-х років, а також «Біблія царя Гетума» 1295 року. Однак в цілому після падіння Ромкла (тут знаходився престол католикоса) у 1292 році, кілікійська мініатюрна школа занепадає, тематичні мініатюри надалі майже не створюються.

### Галерея, XIII–XV століття

widths="170px"
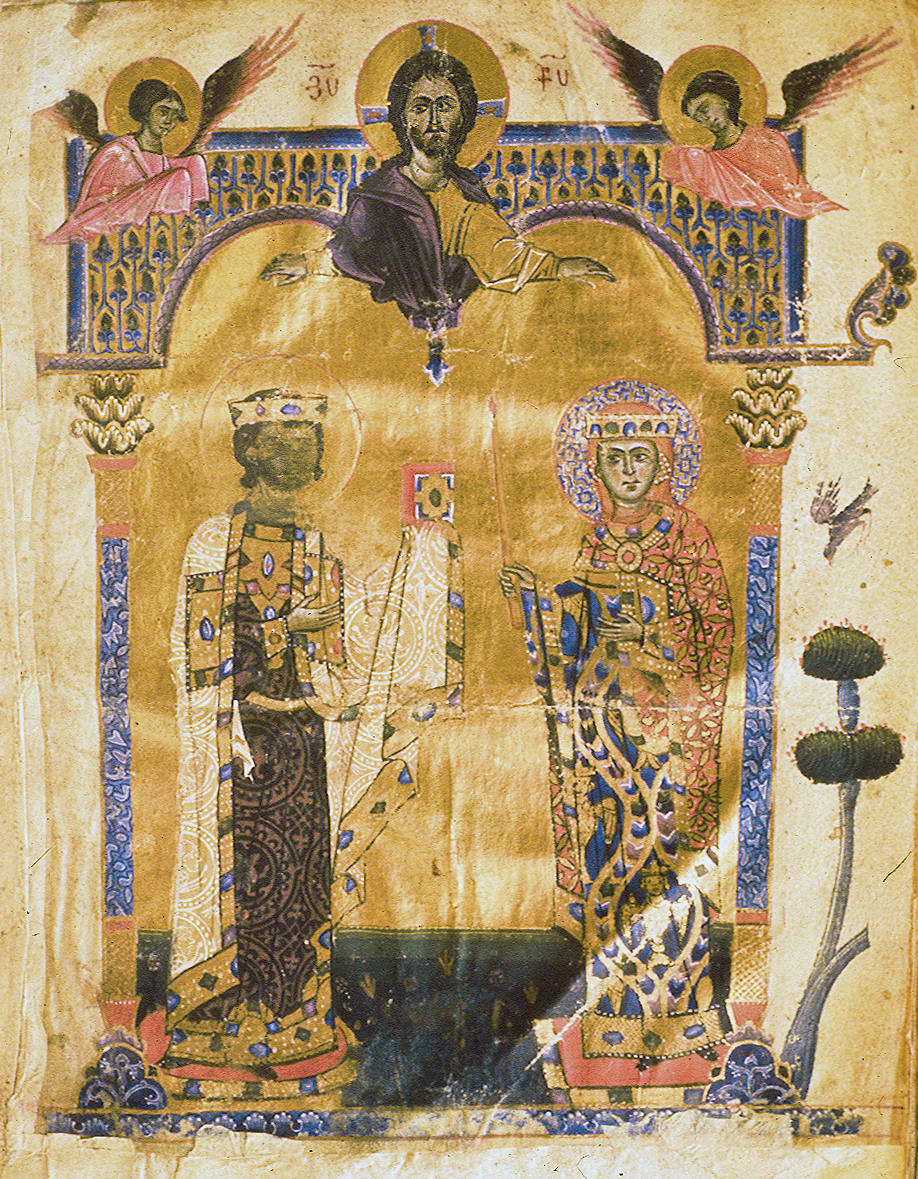
Мініатюра Тороса Росліна, 1262 рік
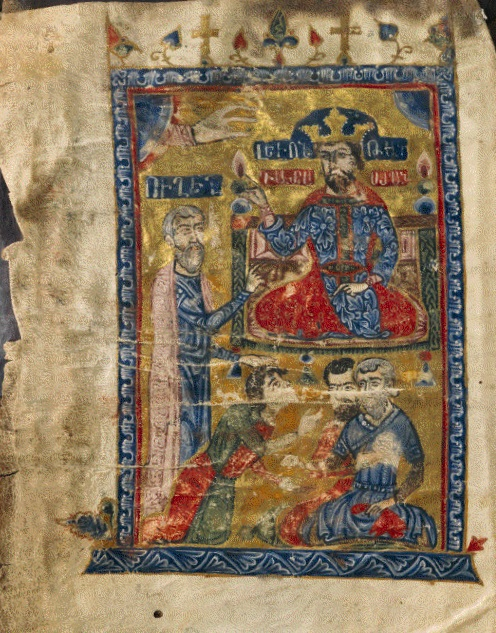
Мініатюра Саргіса Піцака, 1331 рік
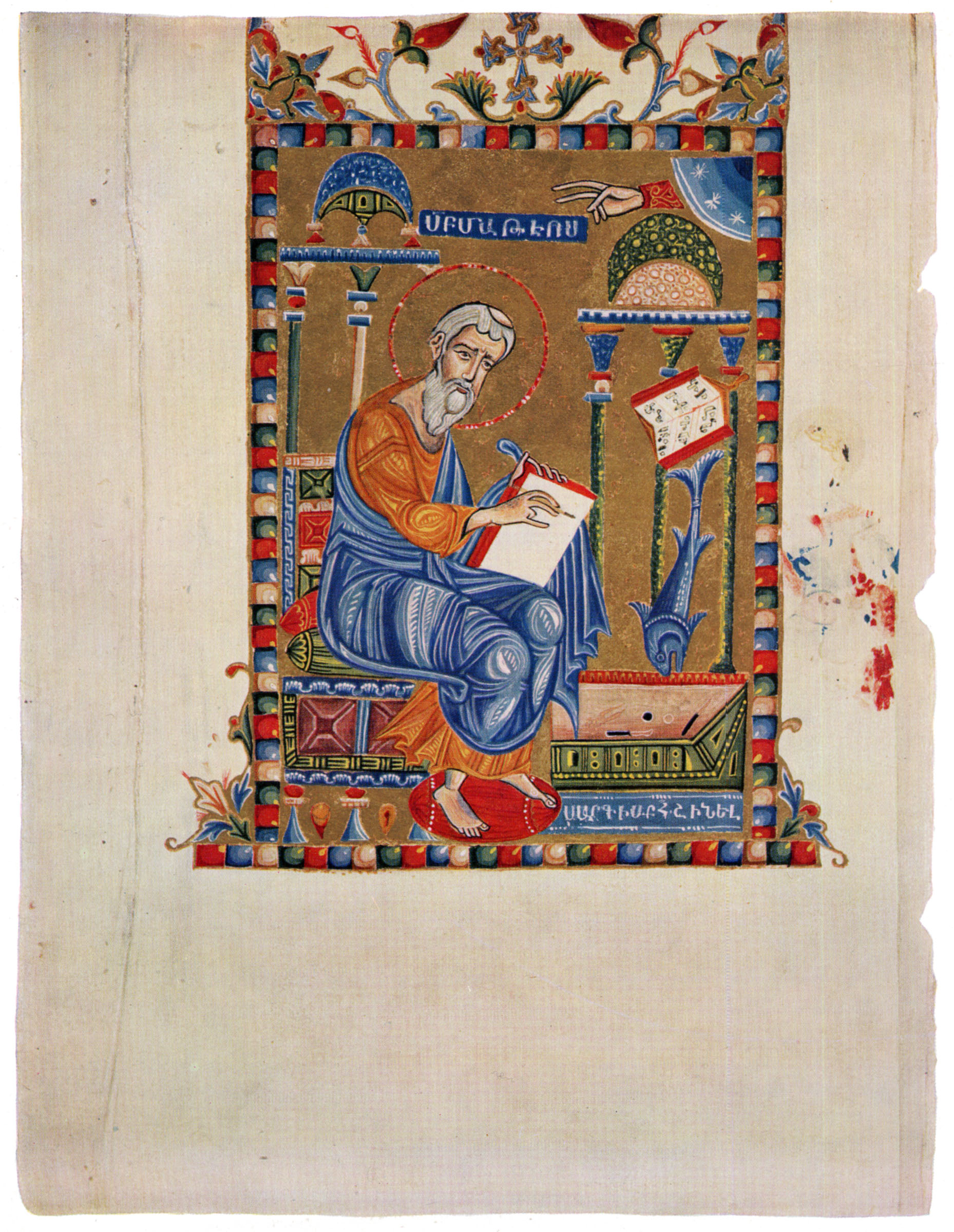
Левій Матвій, мініатюра Саргіса Піцака
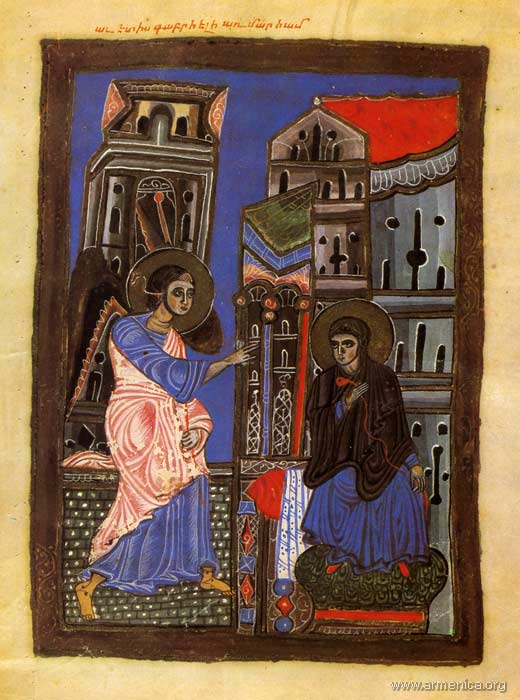
Євангеліє, 1232 рік
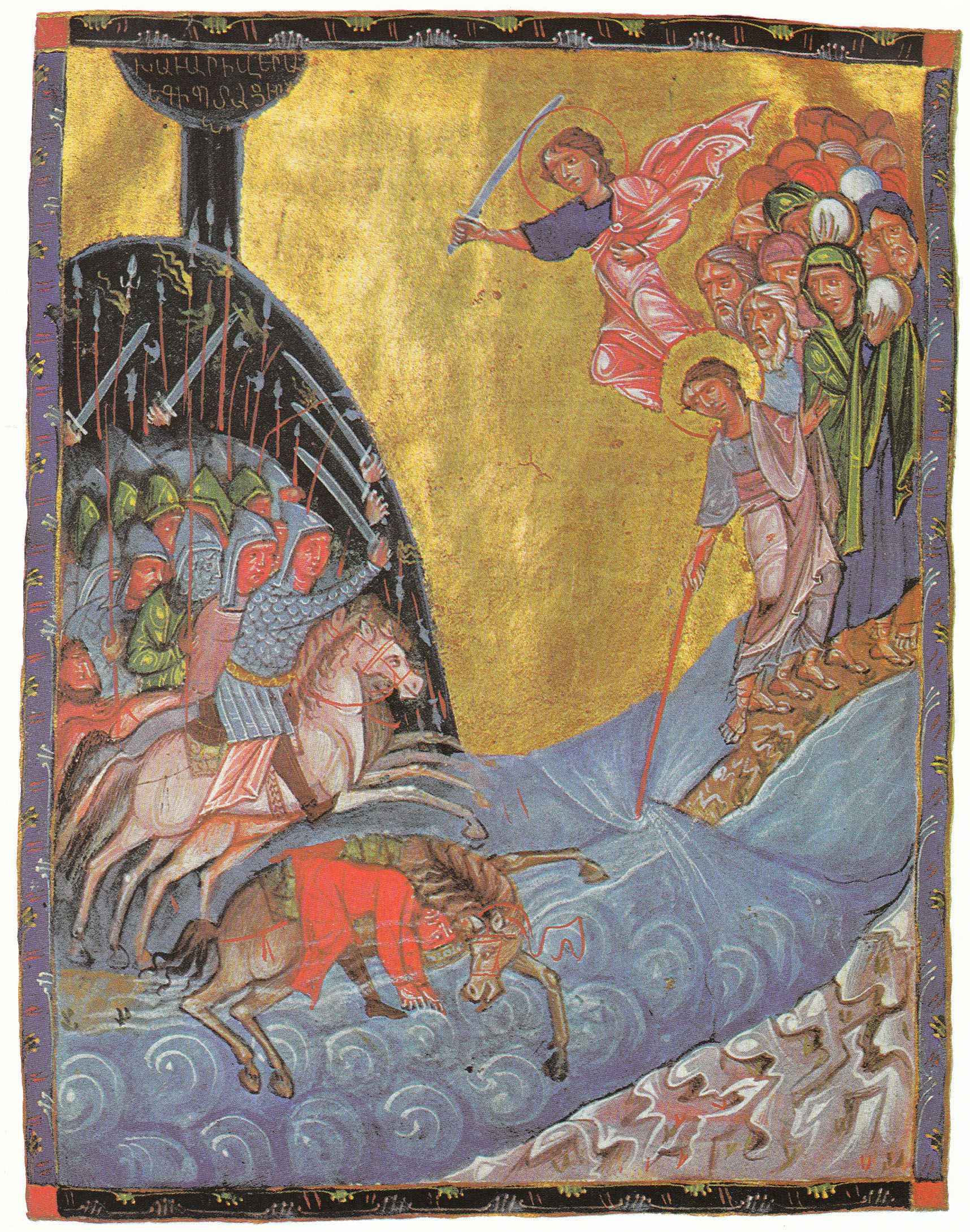
Мініатюра Тороса Росліна, 1266 рік

widths="170px"
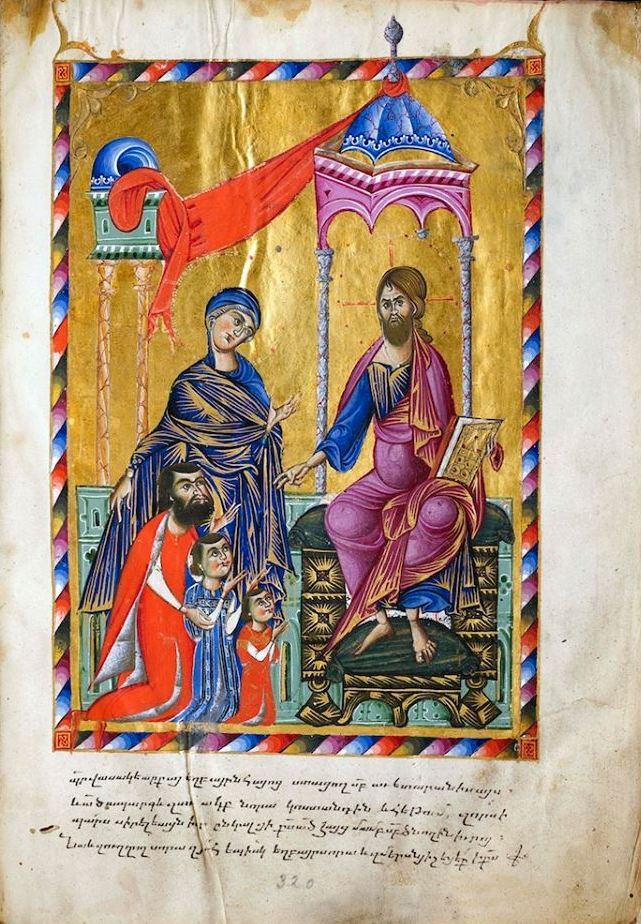
Мініатюра з Євангелія принца Васака, 1232 рік
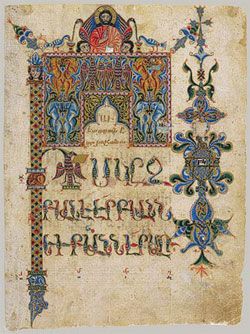
Манускрипт, XIV століття
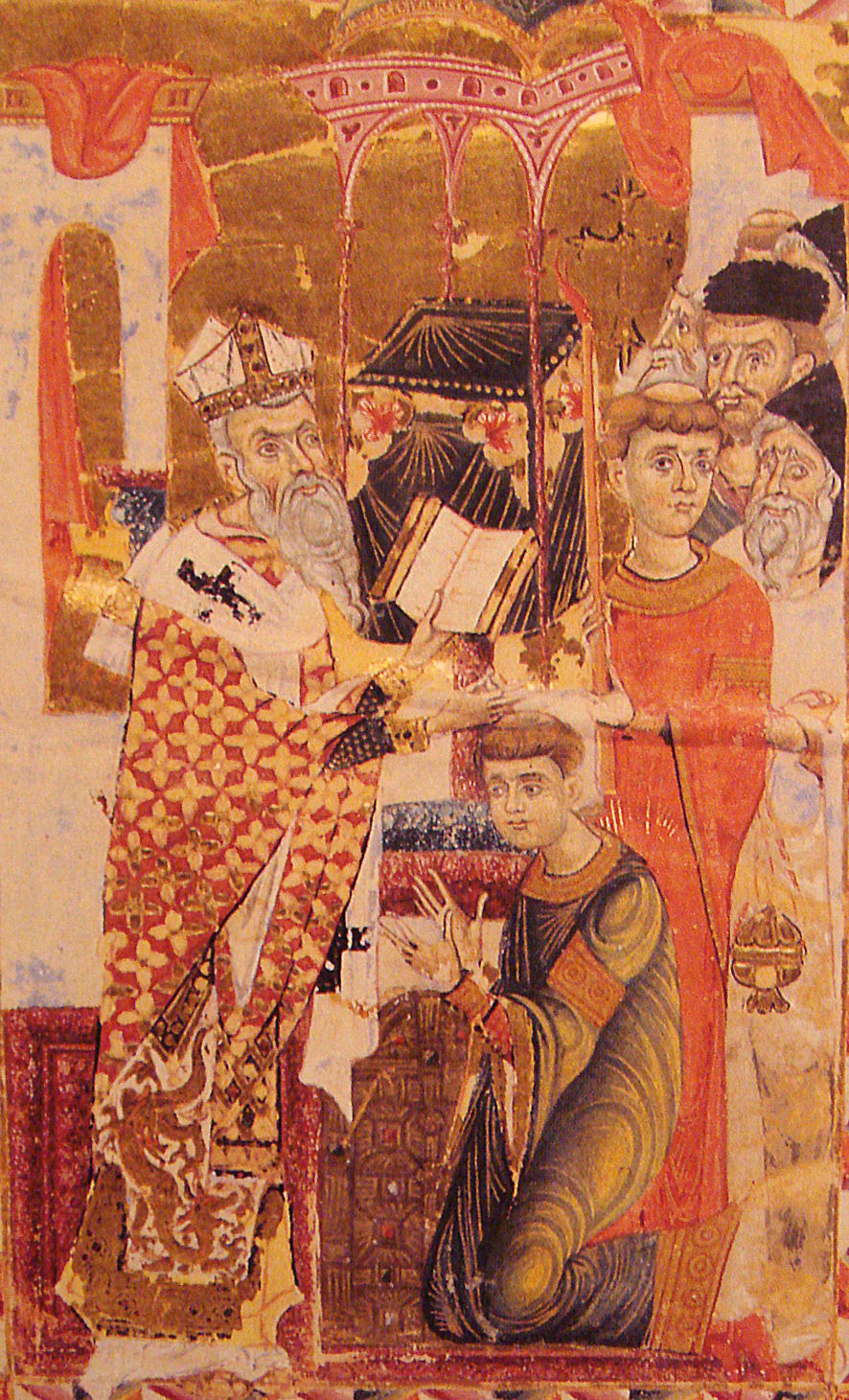
Манускрипт, 1287 рік
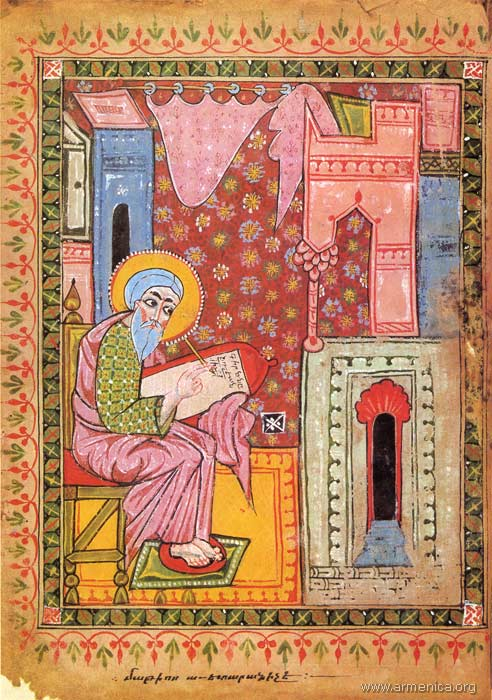
Євангеліє XIV століття, мініатюрист Григор
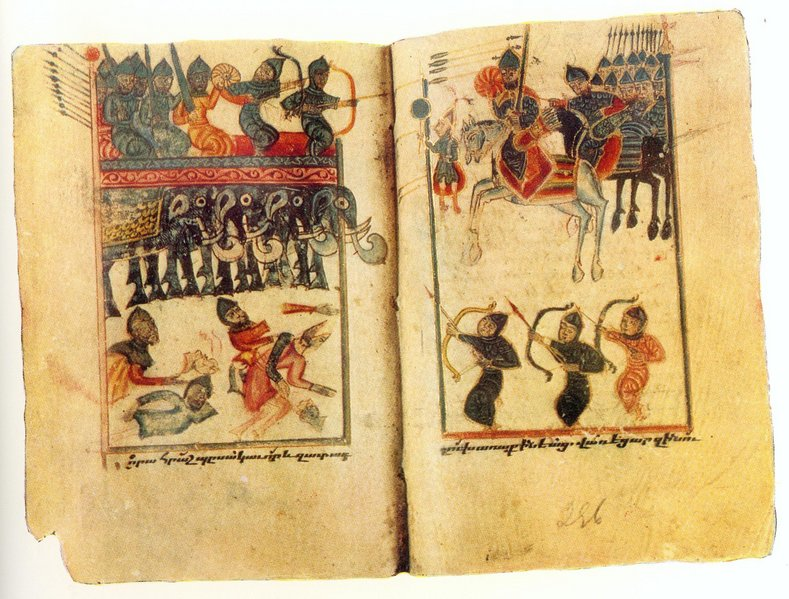
Аварайрська битва, мініатюра XV століття

### Гладзорська школа

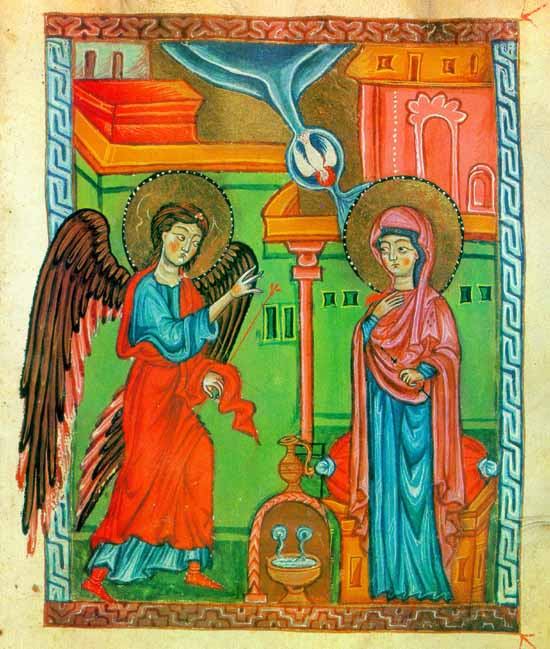
Мініатюра Тороса Таронаці, Гладзор, 1323 рік

Гладзорська школа мініатюри розвивалась в монастирі Гладзор в грачатуні Гладзорського університету з кінця XIII-го до середини XIV століття, і таким чином охоплює 60-річний період. В результаті монгольського нашестя культурне життя Вірменії переживає тимчасовий занепад і тільки наприкінці XIII століття завдяки князівським домам Сюніка Орбелян і Прошян вдається знову реанімувати творче життя країни. Ранніми представниками гладзорської школи є Ованес і Матевос (Євангеліє, 1292), інші помітні представники — Момік і Торос Таронаці зробили значний внесок у вірменську середньовічну культуру. Одна з найкращих робіт останнього — «Біблія Єсаї Нчеці», створена у 1318 році. Мініатюристу Аваку належить ілюстрація Євангелія 1329 року. В орнаментальних мотивах, що мають сильні впливи кілікійської школи, художники Гладзора в багатьох елементах проявляють значну самостійність стилю. Одна з особливостей цієї школи — своєрідна палітра кольору. Тут зустрічаються майстерні художні рішення, зокрема, унікальний синтез чорного і золотистого кольорів. В Гладзорі традиції кілікійської мініатюри були розвинені дотично до прогресивного «палеологічного» мистецтва того часу, характерні риси цього розвитку більш помітні на другому етапі розвитку школи, в роботах молодших майстрів. Гладзорська школа відзначається впливом монументального й інших мистецтв Вірменії (Момік і Матевос були також скульпторами і архітекторами). Поруч із тим, що майстри Гладзора здійснили художнє опрацювання і синтез різних мініатюрних шкіл Вірменії, деякі з їх прямих учнів лише повторювали художній стиль своїх вчителів. У подальшому традиції гладзорської школи знайшли продовження в різних культурних центрах середньовічної Вірменії.

### Васпураканська школа

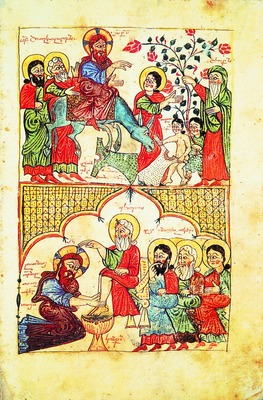
Вход Господень в Иерусалим, миниатюрист Ованнес Хизанеци, Васпуракан, 1392 рік

Васпураканська школа мініатюри була найбільшою і найбільш тривалою в історії вірменської мініатюри. Рукописи цієї школи, особливо XIII–XIV століть, за художнім стилем прямо протилежні традиціям витонченої кілікійської школи. Тут переважають простіший, більш архаїчний стиль і лінійно-орнаментальний підхід, персонажі фронтальні. Перші центри цієї школи сформувались на півночі Васпуракана — Арчеш, Арцке, Беркрі. У пізньому Середньовіччі окреслюються зміни в стильових і образних підходах мініатюристів. Видні майстри часу — Симеон Арчишеці, Хачер, Овісан, Мелікседек, Вардан Арцкеці, Степанос.
Особливістю мініатюрної техніки XIII–XIV століть є інтерес до декоративно-площинних форм. Мініатюристи досягають розкриття теми, внутрішнього драматизму через артистизм штриху і кольору, а також короткі та ясні формами, аж до використання семантичних і символічних знаків. Першочергове місце в композиції відводиться різномасштабності, що є однією з особливостей середньовічного мистецтва. Васпуканська школа своєю художньою та стильовою єдністю в цілому має релігійно-драматичний характер, значно доповнений місцевим національним «художнім фольклором». Друга половина XIV століття (від 40-50-х років) стає періодом відродження васпураканської школи, її центри розвиваються в Агбаку, Ахтамарі, Мецопі, Лімі, Востані, Варагу, Хлаті, Вані і т. д. В цей час формується особливий стиль школи. Одним з перших майстрів стає Кіракос Агбакеці, за ним слідує Закарія Ахтамарці. Велику популярність здобувають мініатюристи Востана, серед яких найпомітнішим є майстер Церун Цахкох. Його послідовники — Туман, Псак, Григор Хлатеці, Аствацатур Абега та інші. Ще одним великим центом школи був Хзан, де збереглись свої особливі традиції аж до кінця XVI століття. У Хзані творили такі талановиті мініатюристи, як Рстакес, Ованес Хізанці, Мкртич (1440—70-ті рр.), Ованес (XV ст.), Хачатур (XV ст.) та інші. Діяльність художників Багеша і культурних центрів на околицях починається порівняно пізно — у XVI–XVII століттях. Характерні риси васпуканської школи більше проявлені в найкращих роботах другої половини XIV і XV століття. Цей стиль сильно відрізняється декоративною орнаментальністю. З межі XV–XVI століть традиційний стиль школи починає змінюватись. Окремі художники, такі як Мінас, Ісраель Ерец, Карапет Беркреці, Карапет Ахтамарці (XV ст.), Закарія Гнунеці, Вардан Багіщеці, Хачатур Хізанці (XVI ст.), ще зберігали дух і мислення середньовічної вірменської мініатюри, однак вже з XVII століття під впливом особливо європейської книжкової ілюстрації стиль і художнє мислення змінюються значно. В певному ступені діяльність васпураканської школи тривала до XVIII століття.

### Татевська школа

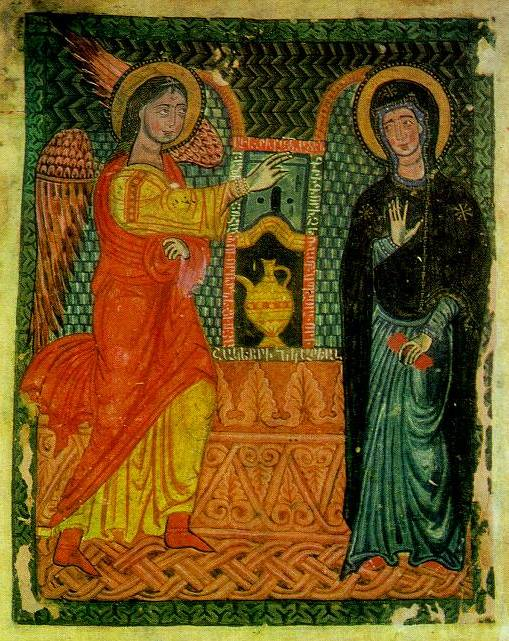
Мініатюра Григора Татеваці, 1378 рік

Діяла в Татевському університеті. Згідно з історичним джерелом в Татеві викладалось мистецтво художества і книжкової ілюстрації. Збереглись порівняно нечисленні, але цінні мініатюри цієї школи XIV–XV століть (в Татеві мініатюрна школа існувала вже у IX столітті). Тут отримали продовження найкращі традиції гладзорської школи мініатюри. Один з представників татевської школи — Григор Татеваці, який у 1378 році ілюстрував Євангеліє. У своїх працях він багаторазово розглядає питання естетики, принципи якої сам застосовував у своїх художніх творах. Майстерність Татеваці проявляється унікальною палітрою, де переважають яскраві червоний і синій кольори у поєднанні з коричневими і жовтими відтінками. Його твори відрізняються монуметальністю і збереженням пропорцій фігур. Обличчя людей виконані дуже тонко і виразно. Один з найкращих майстрів початку XV століття — Айрапет (згадується також під ім'ям Нагаш Айрапет). Збереглась частина ілюстрованого ним Євангелія 1407 року. Збереглась також «Айсмавурк» Айрапета. Багатоколірні малюнки художника є зрілими творами мініатюрного мистецтва, вирізняються яскравістю відтінків і вишуканістю. Наприкінці XV століття в Татеві працював мініатюрист Абраам. Розвиваючи традиції татевської і гладзорської школи мініатюри він перебував під впливом творчості Тороса Таронаці. В Татеві ілюструвались також рукописи без тематичних мініатюр. Татевська школа мініатюри проіснувала близько 50 років і залишила значний слід в історії вірменської мініатюри.

### Галерея, XV–XVII століття

widths="150px"
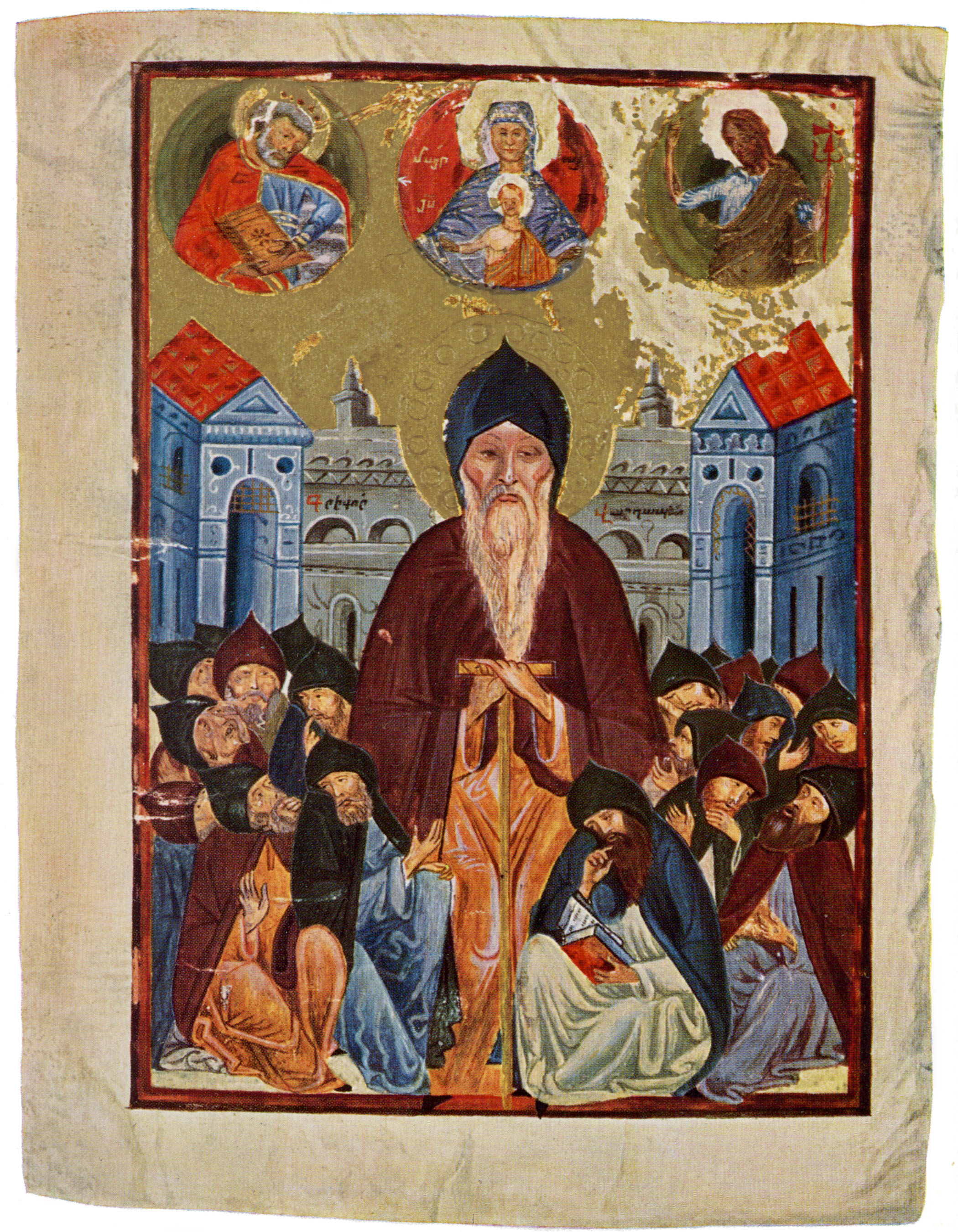
Портрет Григора Татеваці, 1449 рік
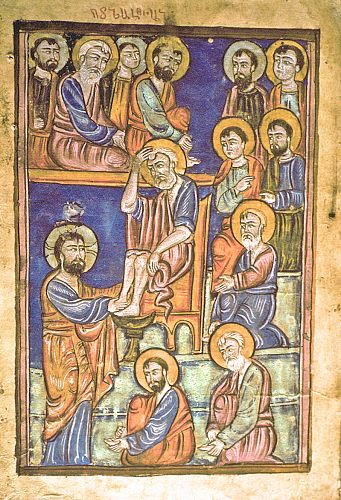
Мініатюра Закаре, 1470 рік
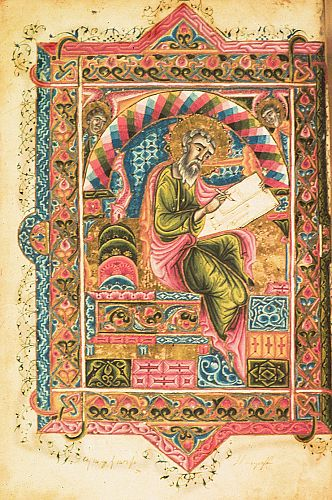
Мініатюра Акопа Джугаеці, 1610 рік
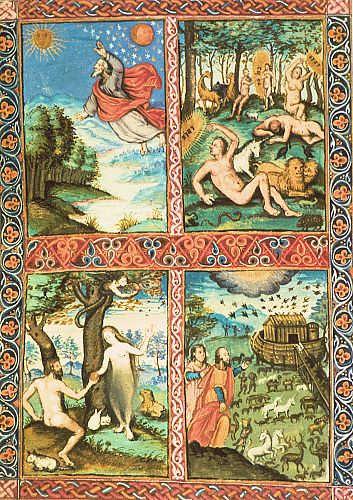
Мініатюра Казара Бабердці, 1619 рік

### Кримська вірменська мініатюра

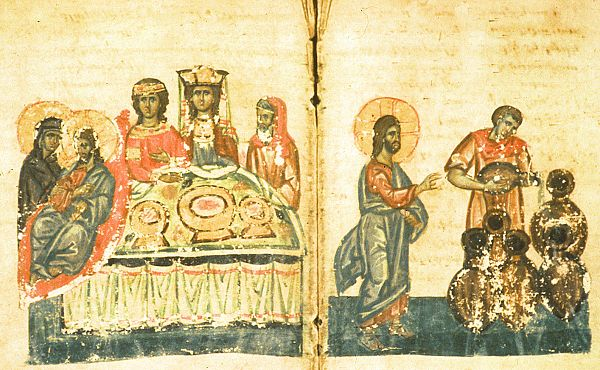
Мініатюра Григора Сукіасанца, Сурхат, 1332 рік

Після ослаблення і розпаду вірменської державності одним з центів розвитку вірменської культури стає Кримський півострів. У вірменських церквах і монастирях Криму були написані та ілюстровані сотні рукописів (за деякими оцінками до 500), нині 300 з них зберігаються Матенадарані. У художників кримської школи вірменської мініатюри прослідковуються всі основи і традиції мініатюрного мистецтва Вірменії. Особливий вплив на неї справили кілікійська школа і традиції мініатюри Байбурт-Ерзурумської області. При сотворенні своїх високопрофесійних творів вірменські мініатюристи Криму застосовували своєрідне поєднання штриху і різнокольоровості. Класичний золотистий фон часто замінювався темно-синім, що надавало мініатюрам особливої виразності й незбагненності. Найважливішими центрами вірменського книжкового мистецтва в Криму були Кафа (нині Феодосія) і Сурхат (нині Старий Крим). Тут творили Григор Сукіасанц, Аракел, Аветіс, Степанос та інші. Після захоплення Криму у XV столітті татарами, вірменське культурне життя занепадає. Новий розквіт вірменської мініатюри тут відзначається з XVII століття. Серед найвідоміших майстрів цього періоду — Нагаш Еолпе, Нікогайос Цахкарар, Хаспет.

## Окремі рукописи

### Євангеліє цариці Млке
Рукопис IX століття, згідно з пам'ятним записом першого укладача, написаний у 862 році. Зберігається в бібліотеці стародавніх рукописів Венеційських Мхітаристів. Називається за ім'ям цариці Млке — другої дружини царя Васпуракана Гагіка Арцруні, яка керувала процесом його створення. Рукопис вважається одним з важливих джерел для дослідження вірменської мініатюри раннього Середньовіччя. Мініатюри «Євангелія цариці Млке» хронологічно відповідають 4 мініатюрам VII століття в «Ечміадзинському Євангелії». Мініатюри мають монументальний характер — численні колони, дугоподібні арки, гармонічна, геометрична будова. У «Воскресінні» — на тлі авансцени чітка черга груп євангелістів, що сидять та стоять у піднесеному положенні. Чотири постаті євангелістів, дві з яких сидять й дві стоять, вказують на витоки періоду до іконоборства (зокрема, «Євангеліє Рабули»).

### Ечміадзинське Євангеліє

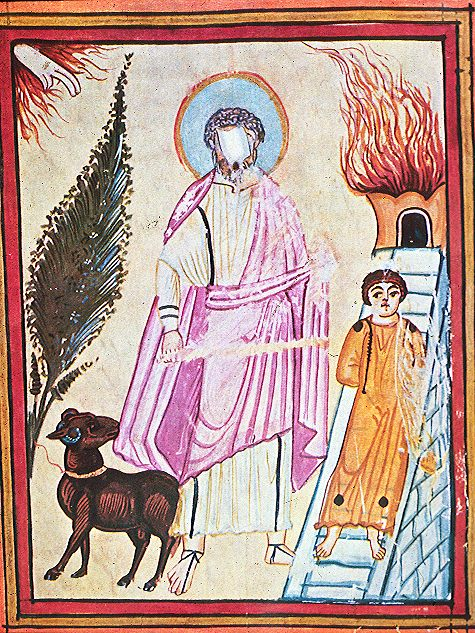
Ечміадзинське Євангеліє, мініатюра VI–VII століть

Написане у 989 році переписувачем Ованесом у церкві Бхено Нораванк в Сюніку на замовлення монаха Степаноса. Рукопис містить 233 аркуші розміром 35х28 см. Зберігається в Матенадарані. Рукопис являє собою Євангеліє-тетр, тобто четвероєвангеліє. В конці рукопису додані два аркуші (228, 229) з 4 мініатюрами VI–VII століть. Оправа зі слонової кістки роботи VI століття. Особливу художню цінність мають мініатюри, які своїм символічним характером стосуються Послань. Насичені й одночасно темні та м'які відтінки з обмеженим використанням зеленого, синього і золотистого кольорів, створюють вражаючу різнокольоровість. Обличчя і характер персонажів нагадують фрески Лмбатаванка. «Ечміадзинське Євангеліє» грало важливу роль у подальшому розвитку вірменського мистецтва.

### Карське Євангеліє

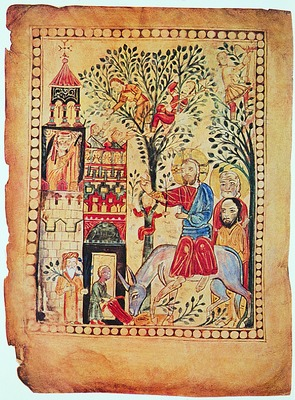
Вхід Господа в Єрусалим. Мініатюра з Ахпатського Євангелія. Мініатюрист Маркаре, 1211 рік

Рукопис XI століття написаний та ілюстрований на замовлення царя Карса Гагіка Абасяна. Нині зберігається в монастирі Св. Акоба в Єрусалимі. Складається з 481 аркушів. Аркуші в деяких місцях були розрізані, а потім відреставровані. Оправа зі шкіри, тип письма (шрифту) — «єркатагір». Початкові літери прикрашені малюнком листя, квітів, головами тварин. По краях розташовані зображення різних птахів, тварин і т. д., які є унікальними за високим художнім рівнем у вірменській, а також візантійській мініатюрі XI століття. В східному стилі зображені цар Гагік, принцеса Марем, цариця Горандухт.

### Ахпатське Євангеліє

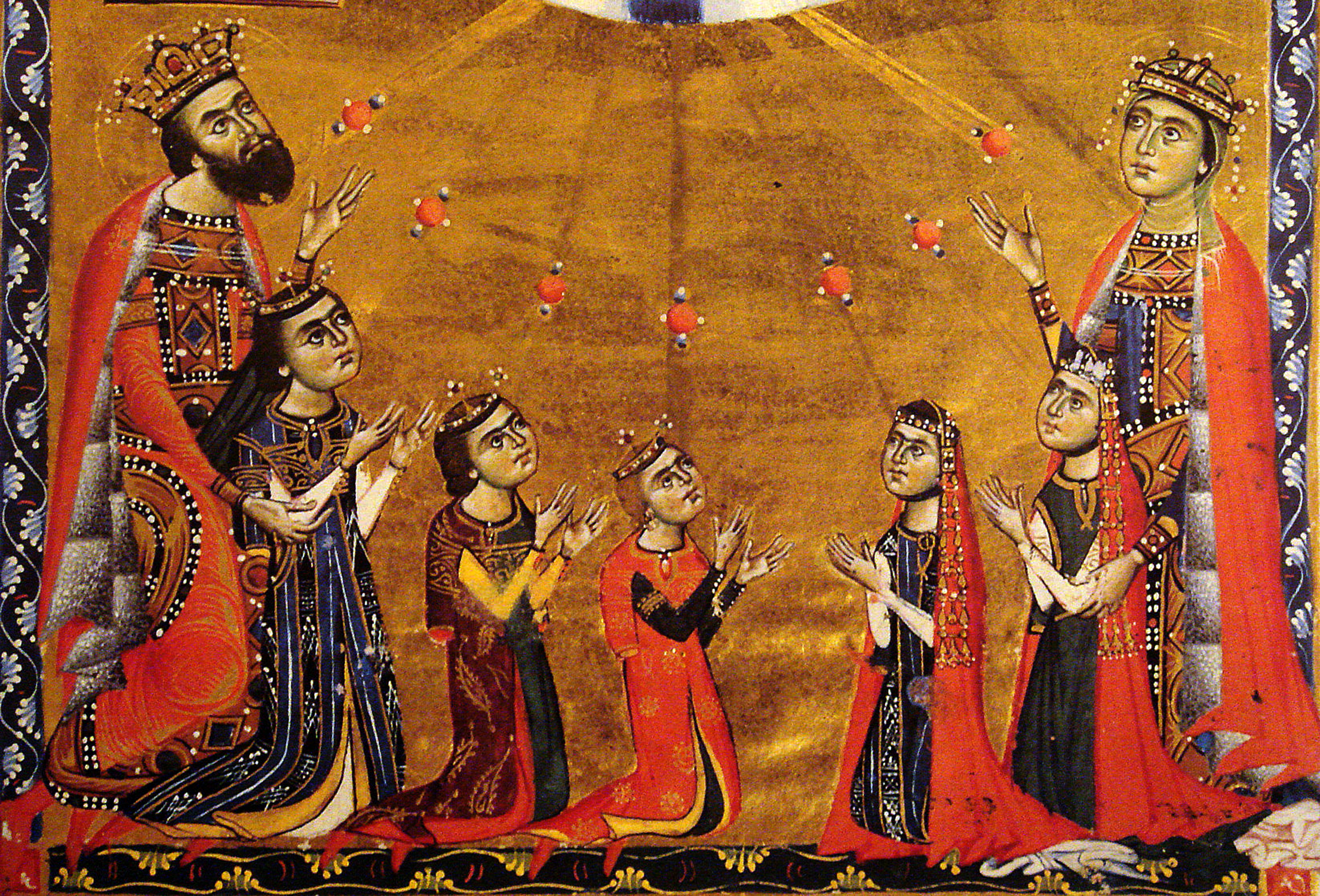
Євангеліє цариці Керан. Цар Левон II, цариця Керан і їх спадкоємці

Було створене на початку XIII століття в Ахпаті двома переписувачами. І'я першого невідоме, другий — Акоп, працював над книгою на замовлення священика з Ані. В Євангелії 360 аркушів. Ілюстрації виконав мініатюрист Маркаре з Ані. Рукопис прикрашають 10 хоранів, мініатюри «Вхід Господа в Єрусалим» (Л. 166) і «Присвячення рукопису Ісусу Христу замовником священиком Сааком і його братом Аракелом» (Л. 17а). В мініатюрі «Вхід Господа в Єрусалим», будівлі наслідують архітектуру Ані, однак інші елементи, приміром одяг, належать до іконографічної формули монофізитських рукописів. Мініатюри «Ахпатського Євангелія» відрізняються семантичною багатошаровістю і етнографічною цінністю.

### Євангеліє цариці Керан
Євангеліє було написане і ілюстроване у 1272 році в місті Сіс Кілікійської вірменії на замовлення цариці Керан. Переписувач Аветіс. Рукопис зберігається в Єрусалимі, в церкві св. Акобянц. Ім'я мініатюриста невідоме. Одна з головних мініатюр зображає царя Левона III, царицю Керан разом зі спадкоємцями. вона має не тільки високе художнє значення, а й історичну цінність. Мініатюри із зображенням різних епізодів життя Христа («Різдво», «Розп'яття», « Воскресіння Лазаря» та ін.) поєднують найкращі традиції кілікійської школи мініатюри другої половини XIII століття й у той же відповідають канонічним художнім підходам.